# Municipio de Jerusalem (Ohio)
El municipio de Jerusalem (en inglés: Jerusalem Township) es un municipio ubicado en el condado de Lucas, en el estado estadounidense de Ohio. En el año 2010 tenía una población de 3109 habitantes y una densidad de 4,52 personas por km².

## Geografía
El municipio de Jerusalem se encuentra ubicado en las coordenadas 41°44′22″N 83°6′22″O / 41.73944, -83.10611. Según la Oficina del Censo de los Estados Unidos, el municipio tiene una superficie total de 688.36 km², de la cual 78,71 km² corresponden a tierra firme y (88,57 %) 609,65 km² es agua.

## Demografía
Según el censo de 2010, había 3109 personas residiendo en el municipio de Jerusalem. La densidad de población era de 4,52 hab./km². De los 3109 habitantes, el municipio de Jerusalem estaba compuesto por el 95,95 % blancos, el 0,39 % eran afroamericanos, el 0,23 % eran amerindios, el 0,35 % eran asiáticos, el 1,87 % eran de otras razas y el 1,22 % eran de una mezcla de razas. Del total de la población el 4,82 % eran hispanos o latinos de cualquier raza.